# Eupithecia kaszabi
Eupithecia kaszabi är en fjärilsart som beskrevs av András Vojnits 1974. Eupithecia kaszabi ingår i släktet Eupithecia och familjen mätare. Inga underarter finns listade i Catalogue of Life.